# Joachim Sighart
Joachim Maria Sighart (* 16. Januar 1824 in Altötting; † 20. Dezember 1867 in München) war ein deutscher römisch-katholischer Theologe, Philosoph und Kunsthistoriker.

## Leben
Sighart wurde in Altötting in dem alten gotischen Schloss Neukolberg als jüngstes Kind der damit neunköpfigen Familie der Eheleute Joseph und Anna Sighart geboren. Die Eltern waren ursprünglich gut situiert gewesen, hatten jedoch in den Wirren der Befreiungskriege einen Teil ihres Vermögens verloren. Als der Vater, der ein kleines Gut besaß, zu dem das Schloss gehörte, schon 1825 starb, war Joachims Mutter gezwungen, allein für die Familie zu sorgen. Sie zog 1833 mit ihren Kindern nach München um. Sighart besuchte dort die Lateinschule. Wegen hervorragender Leistungen erhielt er anschließend einen Freiplatz an der Königlichen Studienanstalt in Neuburg an der Donau. Ab 1841 studierte er an der Universität München Theologie, Philosophie und Klassische Philologie. 1845 wurde er zum Doktor der Philosophie promoviert. Während des Studiums sorgte er durch Erteilen von Privatunterricht mit für den Lebensunterhalt der Familie. 1846 wurde er zum Priester geweiht. Er erhielt zunächst eine Hilfsstelle in der Pfarrei Trostberg. 1847 wurde er als Lehrer an das Königlich Bayerische Lyceum in Freising berufen. 1850 erfolgte die Ernennung zum Professor für Philosophie. Er lehrte über Logik, Metaphysik, Psychologie und Geschichte der Philosophie; daneben hielt er Vorträge über Ästhetik und allgemeine Kunstgeschichte, die sich in den folgenden Jahren zu seinem Lieblingsfach entwickelte. In Freising begründete er 1857 den Diözesan-Kunstverein Freising. Als dessen Leiter unterstützte er 1860 die Gründung des Münchner Vereins für Christliche Kunst. 1862 und 1863 verfasste er auf Veranlassung und mit Unterstützung des Königs Maximilian II. die zweibändige „Geschichte der Bildenden Künste im Königreich Bayern von den Anfängen bis zur Gegenwart“, mit der er sich ein bleibendes Andenken erwarb. Wohl deshalb wurde er 1863 als Mitglied in die Bayerische Akademie der Wissenschaften gewählt, 1866 wurde er in das Münchner Domkapitel berufen.
Sighart verfasste zahlreiche Schriften. Seine über 380 Seiten umfassende Abhandlung über Albertus Magnus von 1857 erschien zehn Jahre später in London in englischer Übersetzung unter dem Titel: Albert the Great. His Life and Scholastic Labours. From Original Documents. Nachdrucke seiner Werke werden heute von Book-on-Demand-Verlagen angeboten.
Sighart starb 1867 wenige Wochen vor Erreichen seines 44. Lebensjahrs in München an Herzversagen und wurde auf dem Alten Südfriedhof beigesetzt. Im Freisinger Stadtteil Neustift ist eine Straße nach im benannt.

## Werke (Auswahl)
- Der Dom zu Freising. Eine kunstgeschichtliche Monographie mit artistischen Beilagen. Landshut 1852 (Digitalisat).
- Vorwort zu dem Buch Theologia naturalis von Raimundus de Sabunde, 1852, S. III–VIII.
- Die Frauenkirche zu München. Ihre Geschichte und Schilderung, zunächst vom kunsthistorischen Standpunkt aus entworfen. Landshut 1853 (Digitalisat).
- Die mittelalterliche Kunst in der Erzdiöcese München Freising dargestellt in ihren Denkmälern. Freising 1855 (Digitalisat).
- Albertus Magnus. Sein Leben und seine Wissenschaft. Nach den Quellen dargestellt. Regensburg 1857 (Digitalisat), (Digitalisat)
- Von München nach Landshut. Ein Eisenbahnbüchlein. Landshut 1869 (Digitalisat).
- Dr. Friedrich Windischmann. Ein Lebensbild. Augsburg 1861 (Digitalisat).
- Geschichte der Bildenden Künste im Königreich Bayern von den Anfängen bis zur Gegenwart. 2 Bände, München 1862 und 1863 (Digitalisat).
- Ein Wachstafelbuch aus dem Kloster Polling. In: Abhandlungen der Historischen Classe der Königlich Bayerischen Akademie der Wissenschaften, III. Cl., Band 9, II. Abth., München 1864, S. 343–356.
- Reliquien aus Rom. Zur Kunstgeschichte und Volkskunde. Augsburg 1865 (Digitalisat).